# El col·legi Priory
El col·legi Priory (anglès: The Adventure of the Priory School), un dels 56 contes de Sherlock Holmes escrits per Sir Arthur Conan Doyle, és un dels 13 contes del cicle recollits com El retorn de Sherlock Holmes. Es va publicar per primera vegada a Collier's als Estats Units el 30 de gener de 1904, i a The Strand Magazine al Regne Unit el febrer de 1904. Doyle va classificar "The Adventure of the Priory School" en desè lloc a la seva llista dels seus dotze Holmes favorits. històries.

## Trama

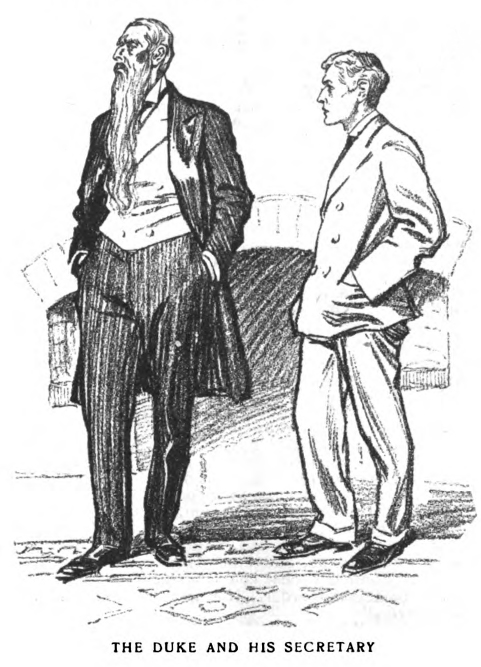
El duc de Holdernesse i James Wilder, il·lustració de 1904 de Frederic Dorr Steele a Collier's

Holmes rep la visita del Dr. Thorneycroft Huxtable, el fundador i director d'una escola preparatòria anomenada Priory School al nord d'Anglaterra. Li suplica a Holmes que torni a Mackleton amb ell per investigar la desaparició d'un dels seus alumnes, Lord Saltire, de deu anys, el pare del qual és el molt ric i famós duc de Holdernesse. Huxtable explica que no només ha desaparegut el nen, sinó també el mestre d'alemany, Heidegger, juntament amb la seva bicicleta.
Un cop al nord, el duc diu a Holmes que no creu que la seva dona separada tingui res a veure amb la desaparició del seu fill, ni hi ha hagut una demanda de rescat. Holmes estableix que el nen i els seus segrestadors no podrien haver utilitzat la carretera propera sense ser vists, suggerint que van anar a través del camp. Com per confirmar-ho, la policia troba la gorra de l'escola del nen en poder d'uns gitanos. Juren que simplement l'han trobat al pantà, però la policia els tanca.
Holmes i el doctor Watson van a la recerca de pistes. Troben una pista de bicicletes, però no és la de Heidegger; no coincideix amb els seus pneumàtics. Holmes observa que un pneumàtic té un pegat. Gairebé tot allò observable ha estat esborrat per les petjades de les vaques (que són les úniques marques a terra). Finalment, es troben les pistes de la bicicleta d'Heidegger, i arriben on ell jau, mort. Després d'això, Holmes i Watson arriben al Fighting Cock Inn, i coneix l'hostaler, Reuben Hayes, que sembla sorprès en saber que Holmes vol anar a Holdernesse Hall, la casa propera del duc, per dir-li notícies del seu fill. Els dos homes dinen allà, i Holmes de sobte s'adona que ell i Watson van veure moltes petjades de vaques al pantà, però mai en cap moment van veure cap vaca. A més, els patrons de les empremtes de peülles eren força inusuals, cosa que suggereix que la vaca en qüestió trotava, galopejava i galopava. Holmes i Watson es dirigeixen a l'estable de Hayes i examinen les peülles del cavall. Com Holmes ha esperat, hi ha proves de calçat recent, però amb sabates velles i claus noves. Examinant la ferreria propera, el Sr. Hayes demana a Holmes i Watson amb força bel·ligerament que marxin.

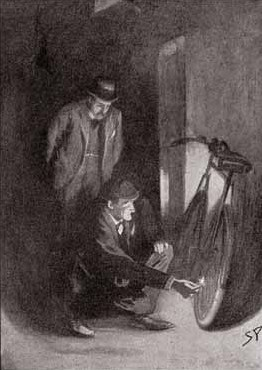
Holmes examina la bicicleta de James Wilder, il·lustració de 1904 de Sidney Paget

Poc després, els dos homes s'amaguen mentre un ciclista ve per la carretera des de la direcció del Duc. És James Wilder, el secretari personal del duc, i sembla agitat. Arriba a la fonda. Poc després, una trampa surt del pati de l'estable i va per la carretera cap a Chesterfield. Una estona més tard, algú més –es fa fosc i només s'atrapa una visió fugaç del nou visitant– arriba a la fonda. Apropant-se, Holmes observa els pneumàtics de les bicicletes de Wilder i observa que són de la mateixa marca que els primers que es van trobar al pantà.
L'endemà al matí, van a Holdernesse Hall, on es troben que el duc no està bé. No obstant això, Holmes li demana un xec de 6.000 £ (equivalent a 692.992 £ el 2021), dient que s'ha guanyat la recompensa. El seu fill és al Fighting Cock, i l'acusat és el mateix duc, però el veritable cervell d'aquest crim és James Wilder, que té un secret terrible: és el fill il·legítim del duc. Va concebre un pla per segrestar Lord Saltire per obligar el duc a canviar el seu testament, sabent molt bé que el seu pare no el trucaria a la policia, ja que avorria la mateixa idea d'escàndol. El pla va començar a desfer-se quan Wilder va contractar Hayes, que ara ha fugit, però ha estat atrapat amb la informació de Holmes, per fer el segrest real. Hayes va matar Heidegger, i quan Wilder va saber la notícia, ho va confessar tot al seu pare. Tan ansiós estava el duc per evitar l'escàndol, va acceptar deixar que el seu fill petit es quedés tres dies més a la fonda i callar, perquè Hayes pogués fugir de la justícia.
Tot acaba bé, excepte Hayes, que s'enfronta a la forca. Lord Saltire és portat a casa des de la posada i el duc escriu a la seva dona separada per demanar-li que es reconcilii amb ell. Ell creu que estarà disposada a fer-ho, perquè la font de la fricció entre ells desapareix: James Wilder està sent embalat a Austràlia per buscar fortuna. Pel que fa a les pistes de les vaques, s'aconseguien ferrant els cavalls amb sabates especials en forma de peülles de vaca. Les sabates eren de la col·lecció de records familiars del duc.

## Historial de publicacions
"The Adventure of the Priory School" es va publicar als Estats Units a Collier's el 30 de gener de 1904 i al Regne Unit a The Strand Magazine el febrer de 1904. La història es va publicar amb sis il·lustracions de Frederic Dorr Steele a Collier's, i amb nou il·lustracions de Sidney Paget a The Strand. Va ser inclòs a la col·lecció de contes El retorn de Sherlock Holmes, que es va publicar als Estats Units el febrer de 1905 i al Regne Unit el març de 1905.

## Adaptacions

### Cinema i televisió
Un curtmetratge mut basat en la història es va estrenar el 1921 com a part de la sèrie de pel·lícules de Sherlock Holmes de Stoll Pictures. Eille Norwood va interpretar Sherlock Holmes i Hubert Willis va interpretar el Dr. Watson.
La història es va dramatitzar com a part de la sèrie Holmes de Granada TV protagonitzada per Jeremy Brett. Ambientat el 1887, però, la revelació de la filiació de Wilder i el final es van canviar. En la dramatització, Holmes dedueix que Wilder és el fill il·legítim del duc de Holdernesse després de comparar els seus trets amb els de cada retrat ancestral del Saló. A més, en aquesta versió, Wilder pren Lord Saltire com a ostatge en una persecució liderada per Holmes, el duc i Watson a través d'una caverna sota el landa, coneguda com la "Catedral". Després d'haver pujat al cim d'una estructura semblant a un penya-segat amb el noi, Wilder rellisca i cau fins a la seva mort, mentre Lord Saltire és rescatat. Més tard, el duc ofereix una recompensa de 6.000 lliures al principi, però al final, dona a Holmes un xec de 12.000 lliures (l'equivalent a 1.419.643 lliures el 2021.

### Ràdio
"The Priory School" va ser dramatitzat per Edith Meiser com un episodi de la sèrie de ràdio nord-americana  The Adventures of Sherlock Holmes. L'episodi es va emetre el 4 de maig de 1931, amb Richard Gordon com Sherlock Holmes i Leigh Lovell com el Dr. Watson. Un remake del guió es va emetre l'abril de 1933.
Meiser també va adaptar la història per a la sèrie de ràdio nord-americana The New Adventures of Sherlock Holmes, amb Basil Rathbone com a Holmes i Nigel Bruce com a Watson. Un episodi adaptat de la història es va emetre el gener de 1940 i un altre es va emetre el juliol de 1943.
La història va ser adaptada per Michael Hardwick com a producció de ràdio que es va emetre al BBC Light Program el 1962, com a part de la sèrie de ràdio 1952–1969 protagonitzada per Carleton Hobbs com Holmes i Norman Shelley com Watson.
Una adaptació es va emetre a la ràdio de la BBC el 1978, protagonitzada per Barry Foster com Holmes i David Buck com Watson. La producció va ser adaptada per Michael Bakewell.
"The Adventure of the Priory School" va ser adaptat com a episodi de CBS Radio Mystery Theater titulat "The Vanishing Herd". L'episodi, que presentava John Beal com Sherlock Holmes i Court Benson com el Dr. Watson, es va emetre per primera vegada el gener de 1981.
"The Priory School" va ser dramatitzada per a la BBC Radio 4 el 1993, de nou per Michael Bakewell, com a part de la sèrie de ràdio 1989–1998 protagonitzada per Clive Merrison com Holmes i Michael Williams com Watson. Va comptar amb Norman Bird com el Dr Huxtable i Nigel Davenport com el Duc.
Un episodi del 2013 de The Classic Adventures of Sherlock Holmes, una sèrie del programa de ràdio nord-americà Imagination Theatre, va ser adaptat de la història. John Patrick Lowrie va interpretar Holmes amb Lawrence Albert com a Watson.